# Gare de Raeren
La gare de Raeren (en allemand : bahnhof Raeren) est une gare ferroviaire belge des lignes ligne 48, de Stolberg à Saint-Vith et ligne 49, de Herbesthal à Raeren se trouvant sur la commune de Raeren, dans la province de Liège en Région wallonne, dans la communauté germanophone de Belgique.

## Situation ferroviaire
La gare de Raeren est établie au point kilométrique (PK) 19,7 de la ligne 48, de Stolberg (frontière allemande) à Saint-Vith, entre la gare allemande de Walheim et celle de Roetgen, gare belge enclavée en territoire allemand.
Elle constitue aussi le PK terminal (13,5) de la ligne 49, de Welkenraedt à Raeren à 7,6 km de la gare d'Eupen qui constitue le terminus de la ligne pour les voyageurs.

## Histoire

### Période prussienne
Les Chemins de fer de l'État de la Prusse (KPEV) inaugurent le 30 juin 1885 la section d'Aix-la-Chapelle à Montjoie de sa ligne des fagnes (Vennbahn).
Raeren devient une gare de bifurcation le 3 août 1887 lorsque la ligne de Herbesthal à Eupen est prolongée vers Raeren. La gare sera dotée d'une remise à locomotives.
Pendant ce temps, les travaux progressent vers le sud, la ligne atteint Saint-Vith (avec un raccordement de Waimes à Malmédy) tandis qu'un double prolongement d'une part vers la ville de Gerolstein, de l'autre vers la frontière luxembourgeoise, est livré à l'exploitation en 1888-1889.

### Gare de la SNCB
Après la Première Guerre mondiale, les cantons de l'Est et l'ensemble de la Vennbahn (de Raeren à la frontière luxembourgeoise) sont attribués à la Belgique. Raeren devient une gare frontalières, dont les installations sont agrandies, et une convention régit la circulation des trains sur la section de Raeren à Kalterherberg comprenant plusieurs gares enclavées sur le sol allemand. Après cinq années d'annexion lors de la Seconde Guerre mondiale, les frontières sont reconduites mais plus aucun train de voyageurs ne circule sur la section de Raeren à Kalterherberg. Avec la suppression de ceux vers Eupen en 1959, Raeren n'accueille plus qu'un trafic commercial de marchandises.
Le 30 juin 1989, la SNCB met fin aux trains de marchandises de la section Raeren - Sourbrodt. La Deutsche Bundesbahn fera encore rouler des trains de fret venant de Stolberg et Aix-la-Chapelle jusqu'au 31 mai 1991.

### Déclin et reconversion

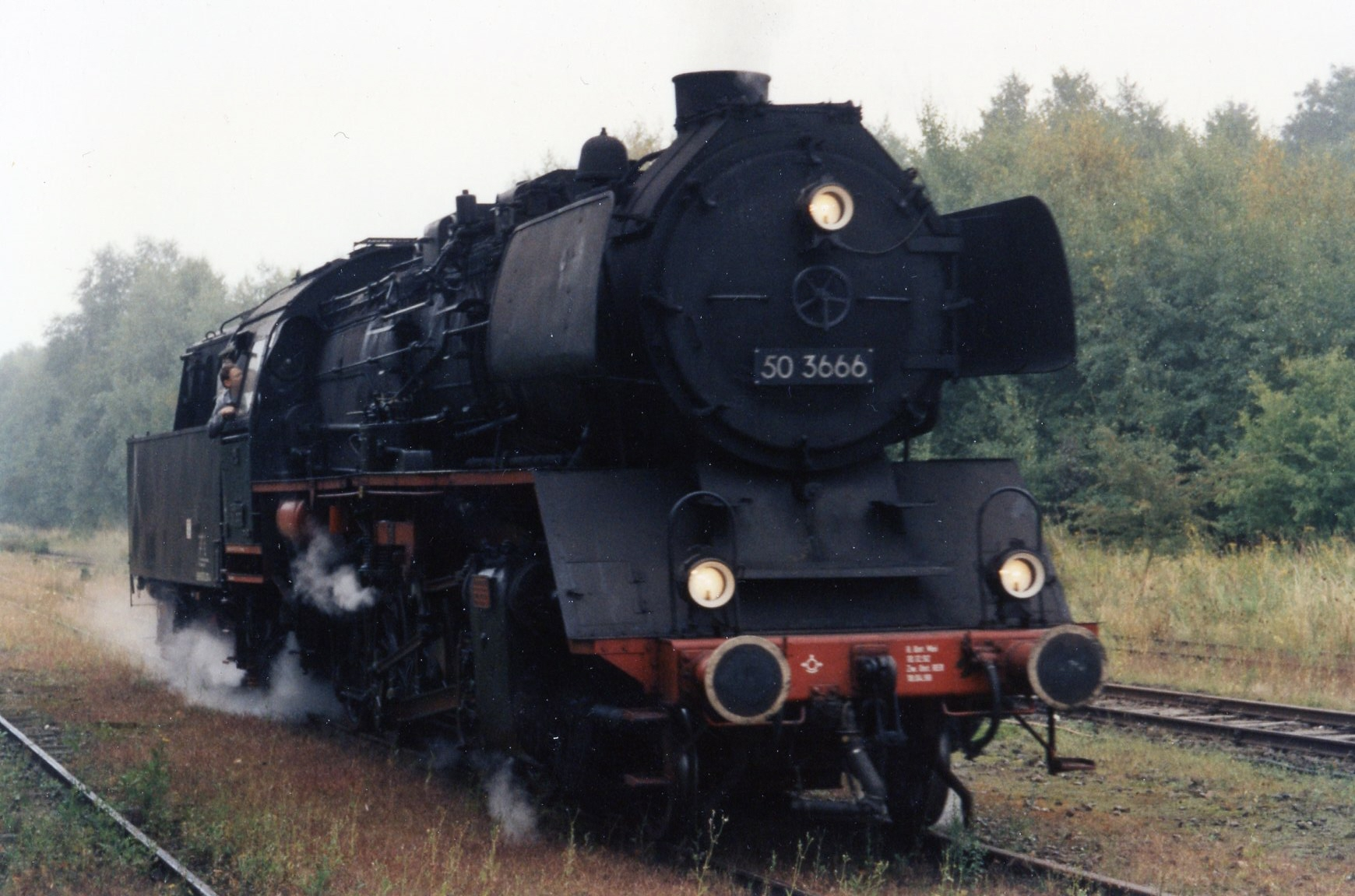
Locomotive à vapeur de l'association Vennbahn

Les rails étant conservés et plusieurs excursions en train de l'association GTF ayant rencontré un franc succès, l'association sans but lucratif Vennbahn VoE voit le jour en 1990 et rachète du matériel ancien (dont une locomotive à vapeur allemande) afin d'organiser des trains touristiques jusque Waimes. L'association profite pour cela de subsides européens Interreg liés à l'Euregio Meuse-Rhin. Ses ateliers sont à Raeren et comprennent un nouveau hangar, financé et mis à disposition par la Communauté germanophone de Belgique. L'association compte également sur l'armée belge pour maintenir à niveau la voie de la ligne Raeren - Waimes, mais cette dernière abandonne à la fin des années 1990 la doctrine des "lignes d'intérêt stratégique" qui prévoyait l'entretien d'une série de lignes inutilisées afin de pouvoir les réutiliser en cas d'invasion terrestre. Le mauvais état de la voie, combiné avec les problèmes financiers liés à la réduction des subsides sonnent finalement le glas de ce projet en 2003. L'association est dissoute et les véhicules vendus, démolis ou abandonnés sur place.
La firme privée Locorem devenue Rails & Tractions International (RTI) prend alors en location les ateliers de Raeren et y effectue la réparation, le reconditionnement et la (re-)construction de locomotives pour des clients privés. La ligne 49 vers Eupen est sporadiquement utilisée pour l'acheminement de matériel. En 2016, cette société est au bord de la faillite et délocalise son siège social.
L'atelier est progressivement vidé et la Communauté Germanophone le met à disposition de l'association allemande Eisenbahnfreunde Grenzland, établie à Walheim (sur la ligne vers Aachen/Stolberg, au delà de la frontière) et qui souhaite réinstaurer un service touristique sur ces voies, idéalement jusqu'à Eupen.
Au sud de Raeren, en direction de Waimes, la voie a été retirée et remplacée par un chemin RAVeL. En direction de l'Allemagne, les rails sont toujours présents mais inutilisés.
En 2009, les traverses au delà de la frontière ont été remplacées par le gestionnaire allemand du réseau. Depuis lors, l'association Eisenbahnfreunde Grenzland en assure l'entretien conservatoire.
En 2016, Infrabel fait démonter un signal et une grue à eau qui se trouvaient dans l'emprise de la gare et avaient été classés par la Communauté Germanophone. Ils seront "retrouvés" à proximité de l'atelier de Ronet, où ils constituent les prémisses d'un musée en plein air.
En 2017, un opérateur ferroviaire privé - concessionnaire de relations ferrées autour d'Aix-la-Chapelle - a annoncé son intérêt de créer une desserte ferroviaire de Stolberg à Eupen, avec l'appui des autorités du land de Rhénanie-du-Nord-Westphalie, pouvoir de tutelle des transports publics locaux.
En 2022 le projet reste toutefois au stade de la discussion, rendue compliquée par son caractère transfrontalier et par des travaux nécessaires pour la remise aux normes de ces sections de ligne. Cependant, Infrabel, le gestionnaire du reseau Belge, a à son tour procédé au renouvellement des voies (mi 2021) et aiguillages (mi 2022)  en gare de Raeren, alors que le tronçon Eupen - Raeren sert de banc d'expérimentation pour le train prototype de désherbage à l'eau bouillante .

Galerie de photographies
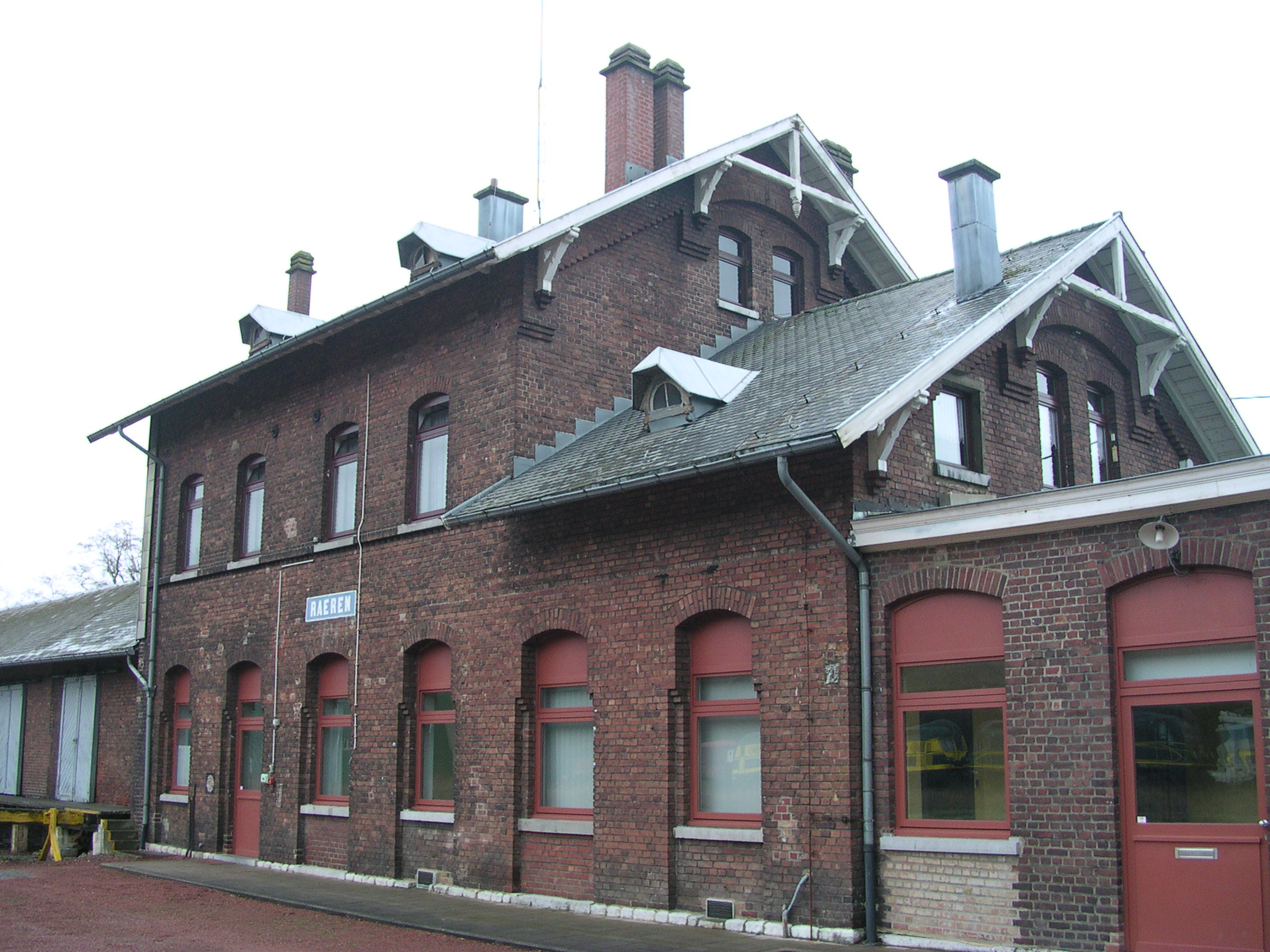
Bâtiment côté voies.
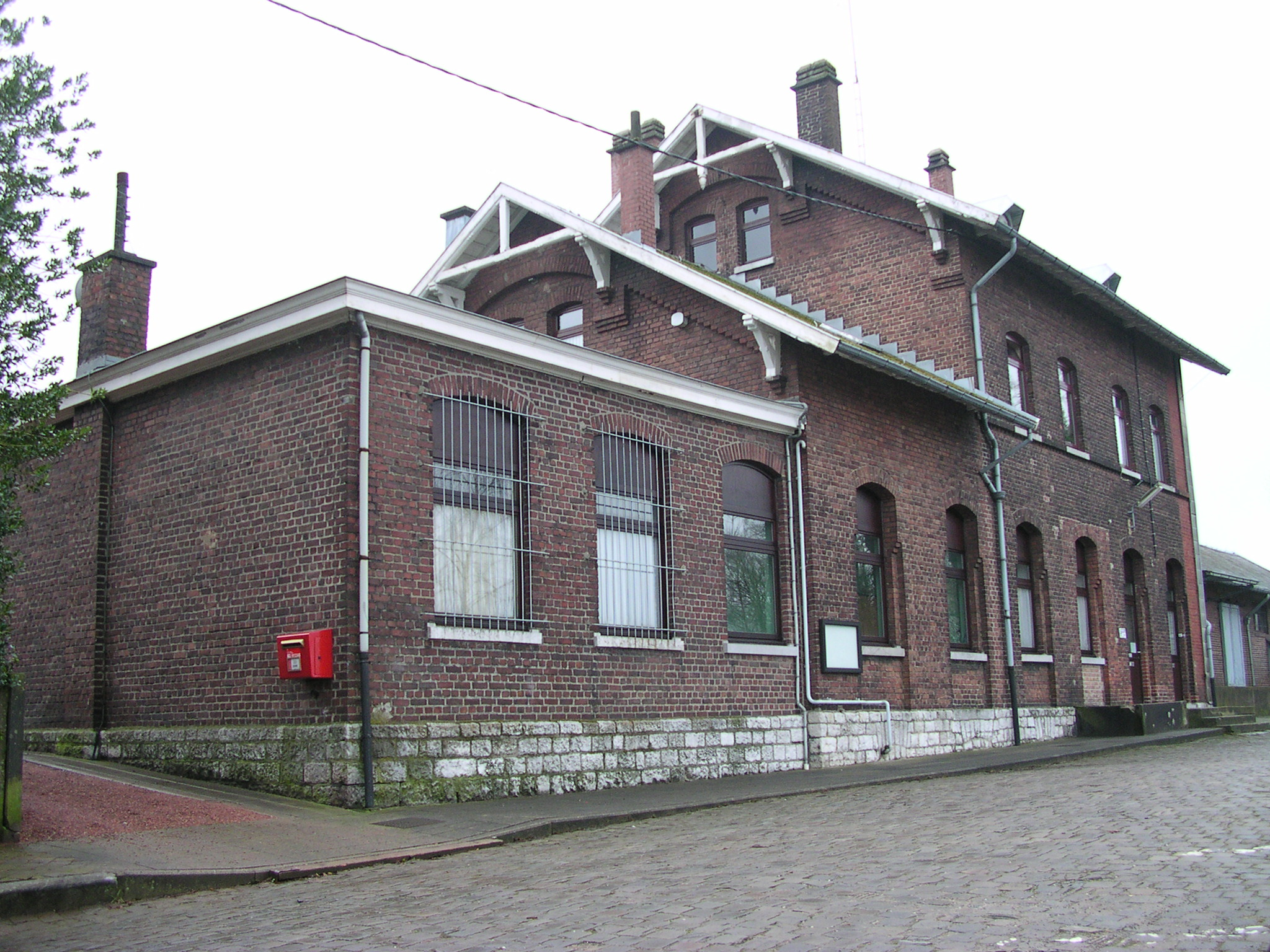
Côté rue.
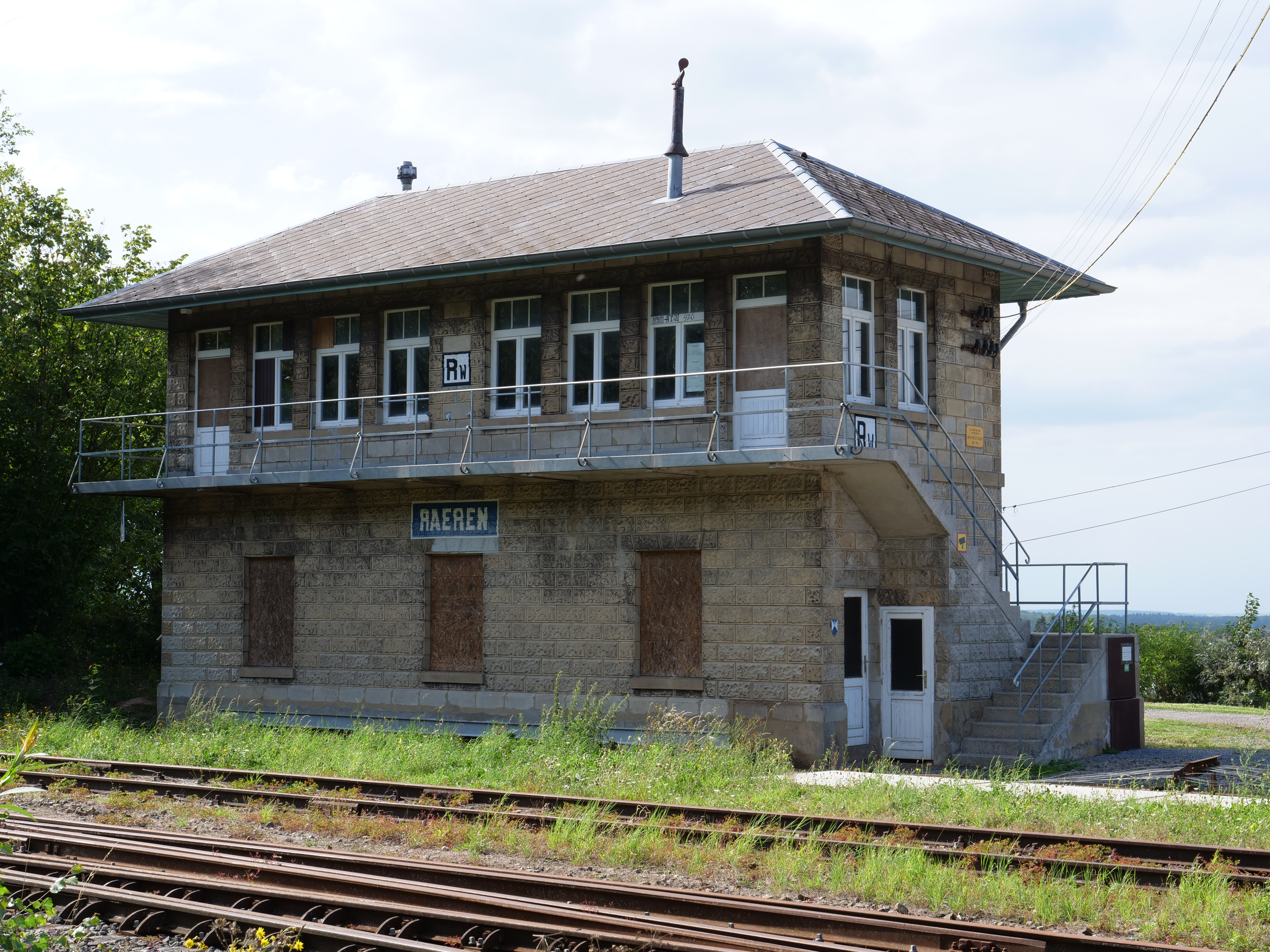
Cabine de signalisation.
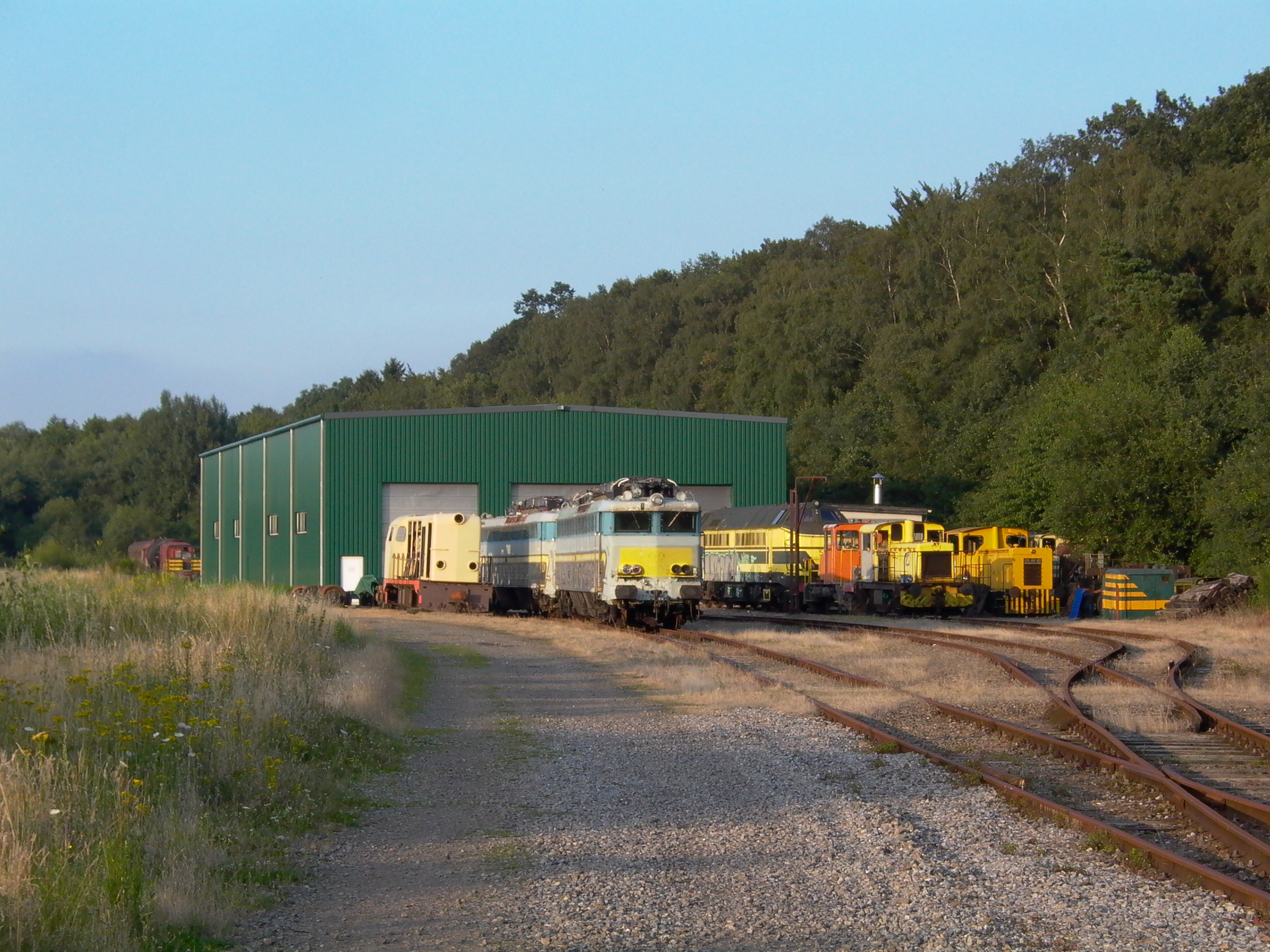
Ateliers de Rails & Traction.
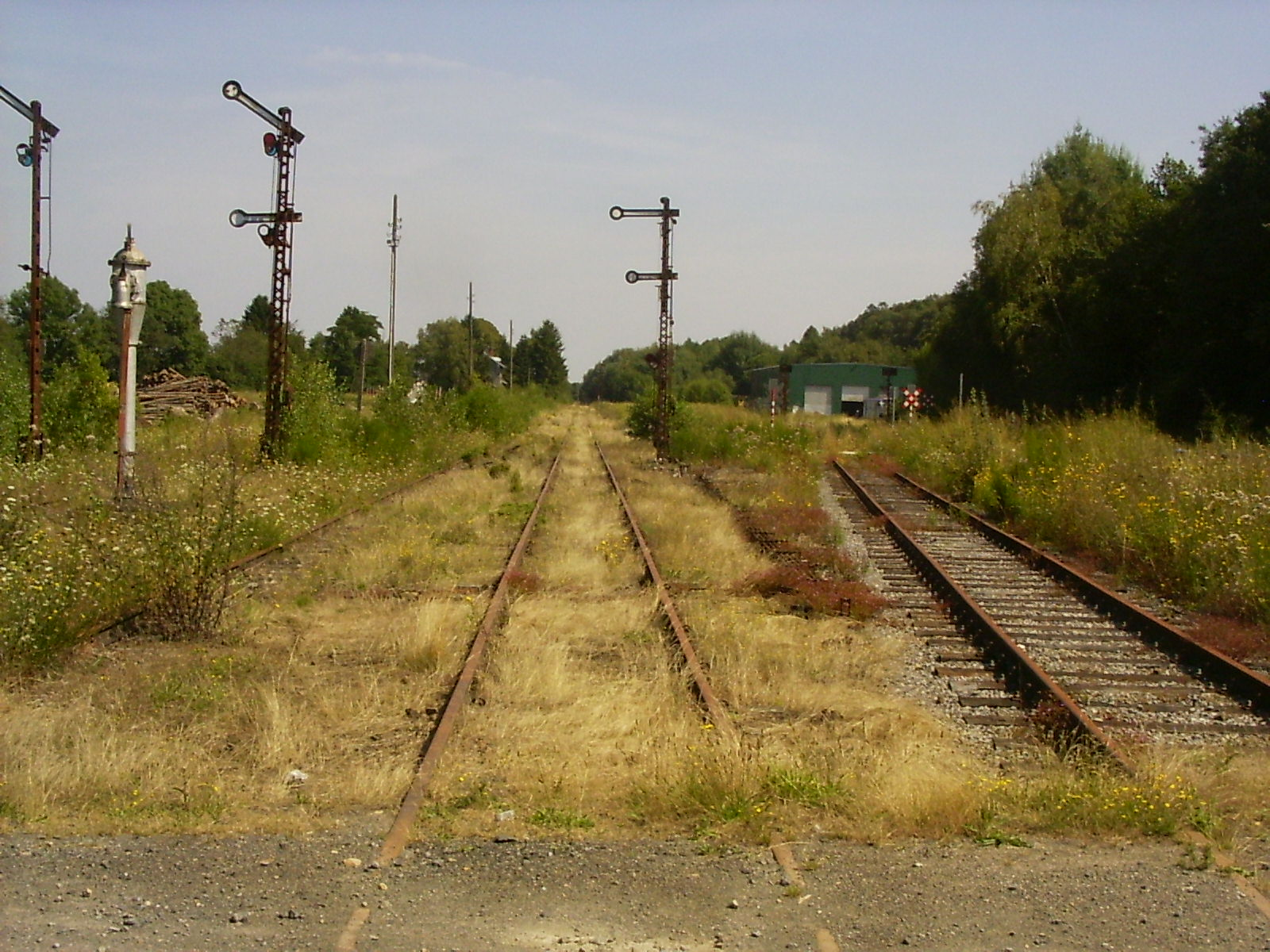
Voies et signaux mécaniques de type allemand, avant la remise à niveau de 2022.

## Patrimoine ferroviaire
Le bâtiment des recettes a été construit par les chemins de fer prussiens et correspond à l'un des plans types standards de ce réseau. Il est composé de deux parties : une halle aux marchandises de 7 travées directement accolée à la partie voyageurs (disposition commune en Allemagne mais inusitée en Belgique) et la partie comprenant le guichet et la salle d'attente. Située sur la gauche, elle se compose de trois volumes : un de quatre travées à étage (logement du chef de gare); un sans étage de deux travées (avec de nombreuses fenêtres au pignon) et une extension à toit plat de 3 travées.
Le style de cette gare est fonctionnel et sobre, avec des briques nues de même couleur que tous les bâtiments d'origine de la Vennbahn, mais les façades transversales de la partie voyageurs s'enjolivent d'une charpente décorative et de petites fenêtres coiffées par un arc de briques.